# شیوه واکنش
یک شیوه واکنش (به انگلیسی: Mode of action (MoA)) یک تغییر عملکردی یا تشریحی را توصیف می‌کند که در نتیجه قرار گرفتن یک موجود زنده در معرض یک ماده است. در مقایسه، مکانیسم واکنش (MOA) چنین تغییرهایی را در سطح مولکولی توصیف می‌کند.